# Namaquaspett
Namaquaspett (Chloropicus namaquus) är en fågel i familjen hackspettar inom ordningen hackspettartade fåglar.

## Utseende och läte
Namaquaspetten är en stor och långnäbbad hackspett. Den har ljusbandad olivgrå buk och tydlig ansiktsteckning, där hjässan är svart hos honan och svart på främre delen av hjässan men röd på den bakre hos honan. Arten liknar gulkronad hackspett, men hittas i andra miljöer samt har tvärbandad, ej fläckad, undersida och röd istället för gul fläck på hjässan hos hanen. Lätet är ett vasst "kwip-kwip-kwip". Den trummar karakteristiskt i fem sekunder, först snabbt och sedan avstannande.

## Utbredning och systematik
Namaquaspett delas in i tre underarter med följande utbredning:
- Chloropicus namaquus schoensis – Etiopien, Somalia och norra Kenya
- Chloropicus namaquus namaquus – Centralafrikanska republiken till Sydsudan, Kenya, Tanzania, norra Sydafrika och norra Namibia
- Chloropicus namaquus coalescens – södra Moçambique och östra Sydafrika

### Släktestillhörighet
Namaquaspetten tillhör en grupp med afrikanska hackspettar som står nära de europeiska och asiatiska hackspettarna mellanspett, brunpannad hackspett, arabspett och mahrattaspett. Det är dock omstritt i hur många släkten gruppen ska delas in i. International Ornithological Congress (IOC) väljer att urskilja tre arter i Chloropicus, varav namaquaspetten är en, medan övriga förs till Dendropicos. Howard & Moore delar upp släktet ytterligare, utöver IOC:s indelning även askspettarna och olivspett i Mesopicus och brunryggig hackspett som ensam art i släktet Ipophilus. Birdlife International, däremot, placerar alla i Dendropicos, även arabspetten. Här följs indelningen hos IOC.

## Levnadssätt
Namaquaspetten hittas i savann och flodnärra skogar. Där ses den födosöka enstaka eller i par, framför allt på döda och ruttnande trädstammar, på jakt efter skalbaggelarver och andra insekter.

## Status
Arten har ett stort utbredningsområde och beståndet anses stabilt. Internationella naturvårdsunionen IUCN listar den därför som livskraftig (LC).

## Namn
Fågelns svenska och vetenskapliga artnamn syftar på Namaqualand i Namibia.